# Mikael Bergvall
Mikael "Micke" Bergvall, född 16 maj 1958, är en svensk sportjournalist och kommentator på Eurosport. Han spelade tidigare för Vasalunds IF i Division 1.
Bergvall har för Eurosports räkning kommenterat flera olika idrotter. Hans huvudsakliga uppdrag är att kommentera tyska Bundesliga i Eurosport 2, flankerad av endera av expertkommentatorerna Rami Shaaban eller Johan Arneng.